# Carl Hermann Salemann
Carl Hermann Salemann (Reval, 1849. december 28. – Petrográd, 1916. november 30.) balti német nemzetiségű orosz filológus, iranista, egyetemi tanár, a Szentpétervári Orosz Császári Tudományos Akadémia rendes, a Magyar Tudományos Akadémia tiszteleti tagja. Korának egyik vezető iranistája volt, perzsa nyelvtörténeti kutatásaival, szövegkiadásaival és egész munkásságával hozzájárult a közép- és újperzsa filológia módszertani megújulásához.

## Életútja és munkássága
1867-től a szentpétervári egyetem orientalisztikai tanszékén tanult keleti nyelveket (arab, perzsa, török, tatár, szanszkrit), bölcsészdoktori képesítését 1871-ben szerezte meg.  1875-től könyvtári segédként, 1879-től könyvtárőrként dolgozott az egyetem könyvtárában, ezzel párhuzamosan 1876-tól avesztai és pehlevi filológiát oktatott az egyetemen. 1891-től Radlov utódja volt a pétervári Ázsiai Múzeum igazgatói székében, egyúttal a tudományos akadémia könyvtárának vezetését is átvette.
Főleg perzsa filológiával és nyelvtörténettel foglalkozott, a Vszevolod Ivanovics Roborovszkij és Pjotr Kuzmics Kozlov által felfedezett turpani (Turfán) ujgur kéziratok kutatója volt.
1886-ban a Szentpétervári Orosz Császári Tudományos Akadémia tagjává, 1889-ben rendkívüli, 1895-ben rendes tagjává választották. 1902-ben a Giesseni Egyetem díszdoktorává avatták. 1903-tól az Orosz Közép- és Kelet-ázsiai Kutatóbizottság tagja, 1908-tól a Magyar Tudományos Akadémia és a londoni Királyi Ázsia Társaság (RAS) tiszteleti tagja volt.

## Főbb művei
- Mittelpersische Studien, in Bulletin de l’Académie, 1886
- Persische Grammatik mit Litteratur, Chrestomathie und Glossar, Leipzig, 1889
- Краткая грамматика новоперсидского языка, с приложением метрики и библиографии, Санкт-Петербург, 1890